# Paratelecrinus
Genre
Paratelecrinus est un genre de comatules de la famille des Atelecrinidae.

## Systématique
Le genre Paratelecrinus a été créé en 2013 par Charles G. Messing (d).

## Liste des espèces
Selon World Register of Marine Species (2 juillet 2021) :
- Paratelecrinus amenouzume Messing, 2013
- Paratelecrinus conifer (AH Clark, 1908)
- Paratelecrinus cubensis (Carpenter, 1881)
- Paratelecrinus laticonulus Messing, 2013
- Paratelecrinus orthotriremis Messing, 2013
- Paratelecrinus telo Messing, 2013
- Paratelecrinus wyvilli (Carpenter, 1882)

## Publication originale
- (en) Charles G. Messing, « A revision of the genus Atelecrinus PH Carpenter (Echinodermata: Crinoidea) », Zootaxa, Magnolia Press (d), vol. 3681, no 1,‎ 19 juin 2013, p. 1–43 (ISSN 1175-5334 et 1175-5326, OCLC 49030618, PMID 25232582, DOI 10.11646/ZOOTAXA.3681.1.1).